# His Best Girl After All
His Best Girl After All è un cortometraggio muto del 1911 prodotto dalla Lubin Manufacturing Company. Il nome del regista non viene riportato nei credit del film.

## Produzione
Il film fu prodotto dalla Lubin Manufacturing Company.

## Distribuzione
Distribuito dalla General Film Company, il film - un cortometraggio di 180 metri - uscì nelle sale statunitensi il 6 aprile 1911. Il film è stato distribuito utilizzando il sistema dello split reel assieme al documentario A Visit to Nassau, Bahamas, West Indies, anch'esso prodotto dalla Lubin.